# Eumenes II
Eumenes II của Pergamon (tiếng Hy Lạp cổ: Εὐμένης Β' τῆς Περγάμου) (cai trị từ năm 197 TCN đến năm 159 TCN) là vua của xứ Pergamon, và là một thành viên của nhà Attalos. Ông là con trai của vua Attalos I và hoàng hậu Apollonis. Ông đã tiến bước vua cha, cùng với người La Mã đầu tiên chống lại Macedonia, sau đó là ngăn cản sự bành trướng của Vương quốc Seleukos tới khu vực biển Aegean, và đã cùng người La Mã đánh thắng vua Antiochos III Đại đế tại trận Magnesia (190 TCN). Sau khi hiệp ước hòa bình Apamea được ký kết trong năm 188 TCN, ông đã nhận được các vùng đất Phrygia, Lydia, Pisidia, Pamphylia, và một phần của Lycia từ tay đồng minh La Mã vì họ không thực sự mong muốn quản lý vùng lãnh thổ Hy Lạp hóa ở phương đông và muốn tạo ra một quốc gia hùng mạnh ở Tiểu Á như một bức bình phong để chống lại bất cứ cuộc viễn chinh nào của vương quốc Seleukos trong tương lai. Nhưng sau đó, Cộng hòa La Mã đã thẳng tay xé bỏ liên minh với ông, vì họ nghi ngờ ông câu kết với vua xứ Macedonia là Perseus và kết quả là trong năm 167 TCN, người La Mã đã cố gắng ủng hộ em ông là Attalos II, như là vị Hoàng tử có quyền lợi chính đáng đối với ngai vàng của Pergamon.
Một trong những thành tựu tuyệt vời của Eumenes II  là đã  mở rộng Thư viện Pergamon, một trong những thư viện lớn của thế giới cổ đại.
Ông đã thành thân với Stratonike, con gái của vua Ariarathes IV, vua xứ Cappadocia, với vợ là Antiochis. Họ có một người con trai sau này là vua Attalus III. Khi Attalos còn nhỏ tuổi, ngai vàng của Pergamon đã thuộc về Attalos II, ông ta đã lấy vợ cũ của Eumenes.